# Det röda Wien

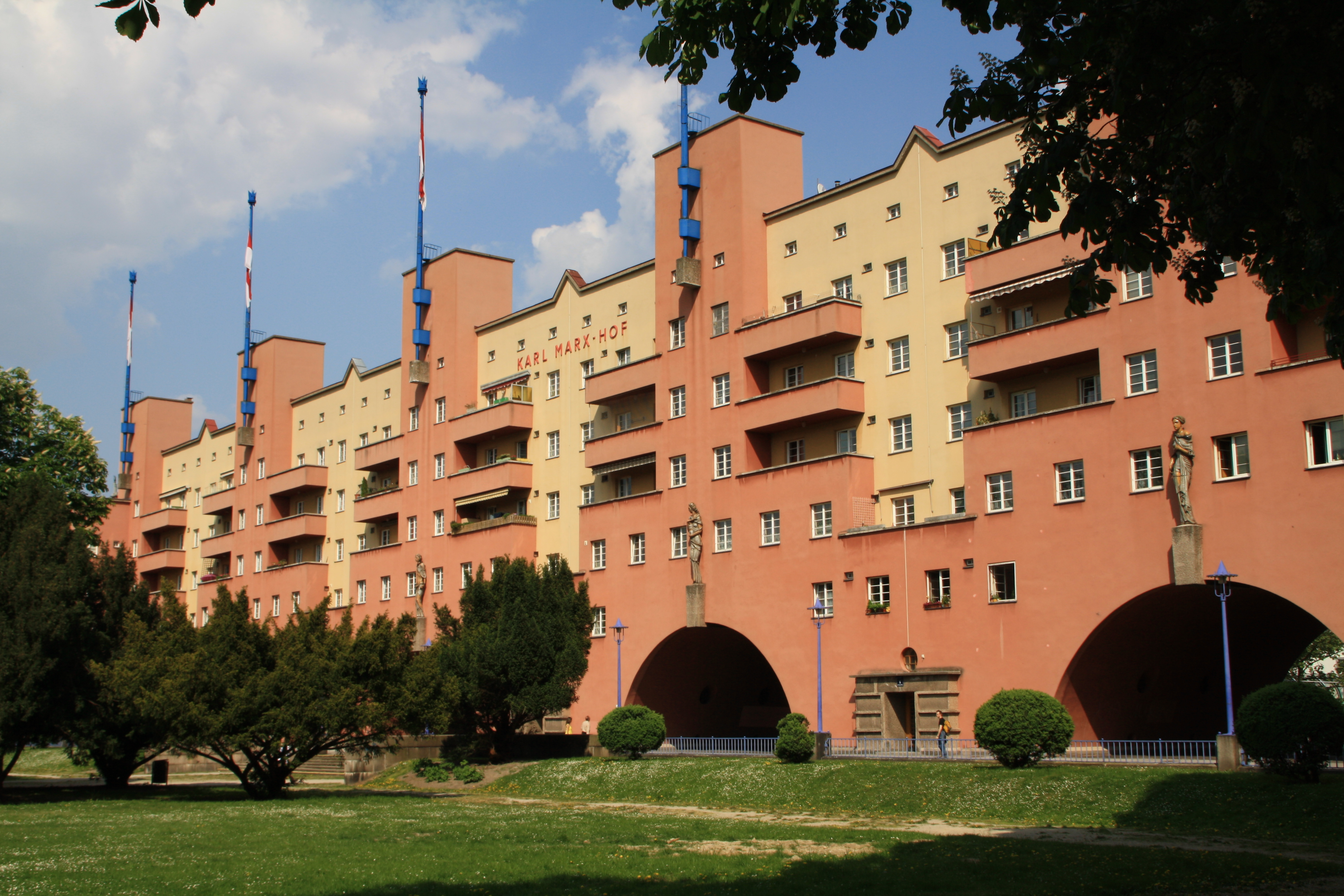
Karl-Marx-Hof (uppfört 1927–1930) är ett bostadsbygge från tiden för "det röda Wien".

Det röda Wien (tyska Rotes Wien) är ett begrepp för Wien perioden 1918–1934 när staden styrdes av Socialdemokraterna (Sozialdemokratische Arbeiterpartei) med absolut majoritet.
Begreppet innebar bland annat ett radikalt bostadsbyggnadsprogram som vid den tidpunkten var ett av de största i världen; mellan 1925 och 1934 byggdes omkring 60 000 lägenheter fördelade efter ett visst poängsystem. Socialdemokraterna införde även utbyggd socialvård, höga skatter på lyxvaror och hotell- och restaurangtjänster med mera. Med dåtida ögon ansågs det vara ett progressivt program. Röda Wien tog slut i och med statskuppen 1934, då förbundskansler Engelbert Dollfuss sköts till döds och ersattes av austrofascisten Kurt Schuschnigg.